# Catarratto Bianco comune
Catarratto Bianco comune ist eine italienische Weißweinsorte.

## Verbreitung
Diese Rebsorte wird fast ausschließlich auf Sizilien und in der italienischen Region Kalabrien angebaut. In Tunesien sind ebenfalls einige kleine Anpflanzungen bekannt, die durch italienische Auswanderer dorthin gebracht wurden. Sie ist mit fast 65.000 Hektar Rebfläche nach der Trebbiano-Familie die meistangebaute weiße Sorte Italiens und noch vor Catarratto Bianco lucido die wichtigste Vertreterin der Catarratto-Familie. Auf Sizilien wird sie hauptsächlich in den Freien Gemeindekonsortien bzw. Metropolitanstädten Agrigent, Catania, Caltanissetta, Enna, Palermo, Syrakus und Trapani angebaut.

## Eigenschaften und Verwendung
Die spätreifende Sorte erbringt säurebetonte, aromatische und alkoholreiche Weine. Sie wird für die Herstellung von Marsala, Wermut und für die auf der Insel Sizilien in großen Mengen hergestellten Vino da Tavola wie zum Beispiel den bekannten Corvo verwendet. In den DOC-Weinen Alcamo, Contea di Sclafani, Erice, Etna, Monreale, Salaparuta und Santa Margherita di Belice  ist sie Hauptbestandteil oder Verschnittpartner.

## Ampelographische Sortenmerkmale und Abstammung
Catarratto bianco comune ist eine Varietät der Edlen Weinrebe (Vitis vinifera). Sie besitzt zwittrige Blüten und ist somit selbstfruchtend. Beim Weinbau wird der ökonomische Nachteil vermieden, keinen Ertrag liefernde, männliche Pflanzen anbauen zu müssen. In einer 2008 veröffentlichten Untersuchung wurde sowohl bei Catarratto bianco comune als auch Catarratto bianco lucido eine Verwandtschaft zur Rebsorte Garganega hergestellt. Aufgrund der noch nicht ermittelten Eltern der Sorte Garganega lässt sich das genaue verwandtschaftliche Verhältnis noch nicht präzisieren. Die gleiche Untersuchung legt nahe, das die Sorten Catarratto bianco comune und Catarratto bianco lucido genetisch identisch sind und es sich lediglich um Klone einer gleichen Varietät handeln.

## Synonyme
Baganedda, Bianco Comuni, Carteddaro, Cartiddara, Castellaro, Catanisi Biancu, Cataratto alla Porta, Cataratto Bertolaro, Cataratto Bianco Latino, Cataratto Bianco Nostrale, Cataratto Carteddaro, Catarattu Reusu, Catarrato Bianco Comune, Catarratteddu, Catarrattello, Catarratto Bertolare, Catarratto Bertolaro, Catarratto Bianco, Catarratto Bianco Latino, Catarratto Bianco Lustro, Catarratto Bianco Nostrale, Catarratto Carteddaro, Catarratto Corteddaro, Catarratto del Beccaio Bianco, Catarratto Latino, Catarratto Lucido Bianco, Catarratto Lustra Cane, Catarratto Mantellato, Catarrattu, Catarrattu di lu Vucceri Biancu, Catarrattu Latinu, Catarrattu Latinu Biancu, Catarrattu lu Nostru, Catarratu Lustru Biancu, Cattarato, Cattaratto Commune, Cattarratteddu, Isnella.